# EHF Champions Trophy 1996
De EHF Champions Trophy 1996 is een handbaltoernooi voor teams die de EHF Champions League, EHF Cup Winners’ Cup, EHF Cup of de EHF City Cup hebben gewonnen.

## Mannen

### Deelnemers
| Kwalificatie         | Nat                | Club          |
| -------------------- | ------------------ | ------------- |
| EHF Champions League | Vlag van Spanje    | FC Barcelona  |
| EHF Cup Winners’ Cup | Vlag van Duitsland | TBV Lemgo     |
| EHF Cup              | Vlag van Spanje    | BM Granollers |
| EHF City Cup         | Vlag van Noorwegen | Drammen HK    |

### Uitslagen

#### Halve finale
| 21 december 1996 14:00 | FC Barcelona | 36 – 26 | Drammen HK | Bielefeld, Duitsland Scheidsrechters: Hansson, Olsson (SWE) |
| 21 december 1996 14:00 | (19–10)      |         |            | Bielefeld, Duitsland Scheidsrechters: Hansson, Olsson (SWE) |
| 21 december 1996 14:00 |              |         |            | Bielefeld, Duitsland Scheidsrechters: Hansson, Olsson (SWE) |

| 21 december 1996 15:30 | TBV Lemgo                             | 32 – 33 (n.V.) | BM Granollers | Bielefeld, Duitsland Scheidsrechters: Brussel, Van Dongen (NED) |
| 21 december 1996 15:30 | (17–16)                               |                |               | Bielefeld, Duitsland Scheidsrechters: Brussel, Van Dongen (NED) |
| 21 december 1996 15:30 |                                       |                |               | Bielefeld, Duitsland Scheidsrechters: Brussel, Van Dongen (NED) |
| 21 december 1996 15:30 | Regulier: 29–29 Verlenging(en): 32–33 |                |               | Bielefeld, Duitsland Scheidsrechters: Brussel, Van Dongen (NED) |

#### Troostfinale
| 22 december 1996 16:50 | TBV Lemgo | 25 – 20 | Drammen HK | Bielefeld, Duitsland Scheidsrechters: Brussel, Van Dongen (NED) |
| 22 december 1996 16:50 | (10–7)    |         |            | Bielefeld, Duitsland Scheidsrechters: Brussel, Van Dongen (NED) |
| 22 december 1996 16:50 |           |         |            | Bielefeld, Duitsland Scheidsrechters: Brussel, Van Dongen (NED) |

#### Finale
| 22 december 1996 18:30 | FC Barcelona | 27 – 24 | BM Granollers | Bielefeld, Duitsland Scheidsrechters: Hansson, Olsson (SWE) |
| 22 december 1996 18:30 | (16–10)      |         |               | Bielefeld, Duitsland Scheidsrechters: Hansson, Olsson (SWE) |
| 22 december 1996 18:30 |              |         |               | Bielefeld, Duitsland Scheidsrechters: Hansson, Olsson (SWE) |

## Vrouwen

### Deelnemers
| Kwalificatie         | Nat                | Club                    |
| -------------------- | ------------------ | ----------------------- |
| EHF Champions League | Vlag van Kroatië   | Podravka Koprivnica     |
| EHF Cup Winners’ Cup | Vlag van Duitsland | TV Giessen Lützellinden |
| EHF Cup              | Vlag van Hongarije | Debreceni VSC           |
| EHF City Cup         | Vlag van Roemenië  | AS Silcotub Zalau       |

### Uitslagen

#### Halve finale
| 20 september 1996 18:00 | TV Giessen Lützellinden | 24 – 22 | Debreceni VSC | Koprivnica, Kroatië Scheidsrechters: Kalin, Koric (SLO) |
| 20 september 1996 18:00 | (10–7)                  |         |               | Koprivnica, Kroatië Scheidsrechters: Kalin, Koric (SLO) |
| 20 september 1996 18:00 |                         |         |               | Koprivnica, Kroatië Scheidsrechters: Kalin, Koric (SLO) |

| 20 september 1996 20:00 | Podravka Koprivnica | 31 – 22 | AS Silcotub Zalau | Koprivnica, Kroatië Scheidsrechters: Wille, Vorderleitner (AUT) |
| 20 september 1996 20:00 | (16–11)             |         |                   | Koprivnica, Kroatië Scheidsrechters: Wille, Vorderleitner (AUT) |
| 20 september 1996 20:00 |                     |         |                   | Koprivnica, Kroatië Scheidsrechters: Wille, Vorderleitner (AUT) |

#### Troostfinale
| 21 september 1996 16:00 | Debreceni VSC | 14 – 23 | AS Silcotub Zalau | Koprivnica, Kroatië Scheidsrechters: Kalin, Koric (SLO) |
| 21 september 1996 16:00 | (8–13)        |         |                   | Koprivnica, Kroatië Scheidsrechters: Kalin, Koric (SLO) |
| 21 september 1996 16:00 |               |         |                   | Koprivnica, Kroatië Scheidsrechters: Kalin, Koric (SLO) |

#### Finale
| 20 september 1996 20:00 | Podravka Koprivnica | 22 – 21 | TV Giessen Lützellinden | Koprivnica, Kroatië Scheidsrechters: Wille, Vorderleitner (AUT) |
| 20 september 1996 20:00 | (9–11)              |         |                         | Koprivnica, Kroatië Scheidsrechters: Wille, Vorderleitner (AUT) |
| 20 september 1996 20:00 |                     |         |                         | Koprivnica, Kroatië Scheidsrechters: Wille, Vorderleitner (AUT) |